# Donji Rasinevac
Donji Rasinevac är en ort i Bosnien och Hercegovina.   Den ligger i entiteten Federationen Bosnien och Hercegovina, i den västra delen av landet, 180 km väster om huvudstaden Sarajevo. Donji Rasinevac ligger 683 meter över havet och antalet invånare är 429.
Terrängen runt Donji Rasinevac är huvudsakligen kuperad, men åt sydväst är den bergig.Runt Donji Rasinevac är det ganska tätbefolkat, med 93 invånare per kvadratkilometer.. Närmaste större samhälle är Dobro Selo, 2,4 km sydost om Donji Rasinevac. 
Omgivningarna runt Donji Rasinevac är en mosaik av jordbruksmark och naturlig växtlighet.